# Ratajska
Ratajska (en serbe cyrillique : Ратајска) est une localité de Serbie située dans la municipalité de Prijepolje, district de Zlatibor. Au recensement de 2011, elle comptait 2 026 habitants.
Ratajska est officiellement classée parmi les villages de Serbie.

## Démographie

### Évolution historique de la population
| 1948 | 1953 | 1961 | 1971 | 1981  | 1991  | 2002  | 2011  |
| ---- | ---- | ---- | ---- | ----- | ----- | ----- | ----- |
| 211  | 355  | 468  | 680  | 1 033 | 2 112 | 2 088 | 2 026 |

|  |